# James McGee (Schriftsteller)
James McGee (* 11. August 1950 in Chatham, Kent) ist ein englischer Schriftsteller.

## Leben
McGee ist der Sohn eines britischen Offiziers. Der Beruf seines Vaters brachte es mit sich, dass er seine gesamte Kindheit und Jugend an verschiedenen Standorten der British Army in der Bundesrepublik Deutschland, in Gibraltar und Nordirland verbrachte.
Nachdem McGee einige Jahre in verschiedenen Branchen gearbeitet hatte, wandte er sich dem Schreiben zu. Spätestens mit der Einführung seines Protagonisten Matthew Hawkwood (Bow Street Runner) wurde McGee auch im deutschen Sprachraum bekannt. Nach Angabe des Heyne-Verlags vom Februar 2015 wird die Serie um Matthew Hawkwood in Deutschland nicht weiter veröffentlicht, da sie hierzulande nicht erfolgreich genug war. Somit bleibt das Buch "Das Höllenschiff" der vorerst letzte in Deutschland erschienene Band der Reihe.

## Werke (Auswahl)
- Matthew Hawkwood Zyklus

1. Der Rattenfänger. Roman („Ratcatcher“). Heyne, München 2006, ISBN 978-3-453-47026-2.
2. Die Totensammler. Roman („The resurrectionists“). Heyne, München 2008, ISBN 978-3-453-47030-9.
3. Das Höllenschiff. Historischer Kriminalroman („Rapscallion“). Heyne, München 2010, ISBN 978-3-453-43461-5.
4. Rebellion. Harper Collins Paperbacks, 2011, ISBN 978-0-00-732018-9.
5. The Blooding. HarperCollins, 2014, ISBN 978-0-00-739459-3

- Trigger men. A novel. House of Stratus, Thirsk 2000, ISBN 1-84232-001-7 (Nachdr. d. Ausg. London 1985).
- Crow's war. House of Stratus, Thirsk 2000, ISBN 1-84232-003-3 (Nachdr. d. Ausg. London 1989).
- Wolf's lair. House of Stratus, Thirsk 2000, ISBN 1-84232-002-5 (Nachdr. d. Ausg. London 1990).

| Personendaten    | Personendaten             |
| ---------------- | ------------------------- |
| NAME             | McGee, James              |
| KURZBESCHREIBUNG | englischer Schriftsteller |
| GEBURTSDATUM     | 11. August 1950           |
| GEBURTSORT       | Chatham, Kent             |